# Liga Światowa w Piłce Siatkowej 2016
Liga Światowa 2016 − 27. edycja międzynarodowych rozgrywek siatkarskich. W zawodach bierze udział 36 drużyn podzielone na grupy w trzech dywizjach. Turniej finałowy z udziałem 6 reprezentacji w dniach 13–17 lipca 2016 odbył się w Polsce.

## System rozgrywek
W związku z odbywającym się w tym roku turniejem olimpijskim postanowiono zreorganizować rozgrywki. 36 zespołów podzielono na 24 grupy w trzech dywizjach. Pierwszą dywizję stanowi "Elita". W jej skład wchodzi 12 zespołów. Podzielone one będą na dziewięć grup. Każda drużyna znajdzie się w trzech grupach. Po rozegraniu wszystkich meczów punkty sumuje się we wspólnej tabeli. Najlepsze pięć drużyn awansuje do fazy finałowej. Stawkę finalistów uzupełni gospodarz turnieju. Druga dywizja to "Zaplecze". Jest ona podzielona na dziewięć grup, po 4 zespoły w każdej. Każdy zespół znajdzie się w trzech grupach. Po stworzeniu wspólnej tabeli trzy najlepsze zespoły wraz z gospodarzem barażu zmierzą się ze sobą o jedno miejsce w przyszłorocznej I dywizji. Najgorsza drużyna I dywizji spadnie do niższej dywizji, a jej miejsce zajmie najlepsza z II dywizji. Ostatnia dywizja to "Pretendenci". W ich skład wchodzi 12 zespołów podzielonych na sześć grup. Każda drużyna znajdzie się w dwóch grupach. Po stworzeniu wspólnej tabeli trzy najlepsze drużyny oraz gospodarz baraży zmierzą się ze sobą w turnieju finałowym. Najlepsza drużyna rozgrywek wywalczy awans do wyższej dywizji w przyszłym roku. Jej miejsce zajmie najgorsza drużyna drugiej dywizji.

## Uczestnicy
Grupy dywizji 1 i 2 zostały przedstawione 18 sierpnia 2015. Grupy dywizji 3 zostały przedstawione 29 października 2015.
| Dywizja I                                                                                              | Dywizja II                                                                                            | Dywizja III |
| --- | --- | --- |
| Argentyna Australia Belgia Brazylia Bułgaria Francja Iran Polska Rosja Serbia Stany Zjednoczone Włochy | Chiny Czechy Egipt Finlandia Holandia Japonia Kanada Korea Południowa Kuba Portugalia Słowacja Turcja | Chińskie Tajpej Czarnogóra Grecja Hiszpania Katar Kazachstan Meksyk Niemcy Portoryko Słowenia Tunezja Wenezuela |

## Rozgrywki

### Faza grupowa

#### Dywizja I
Tabela
| Lp. | Drużyna           | Mecze | Mecze   | Mecze   | Pkt | Sety | Sety | Sety  | Małe punkty | Małe punkty | Małe punkty |
| Lp. | Drużyna           | M     | W (3:2) | P (2:3) | Pkt | wyg. | prz. | ratio | zdob.       | str.        | ratio       |
| --- | ----------------- | ----- | ------- | ------- | --- | ---- | ---- | ----- | ----------- | ----------- | ----------- |
| 1.  | Brazylia          | 9     | 8 (1)   | 1 (0)   | 23  | 25   | 8    | 3.125 | 793         | 681         | 1.164       |
| 2.  | Stany Zjednoczone | 9     | 8 (1)   | 1 (0)   | 23  | 25   | 9    | 2.778 | 814         | 748         | 1.088       |
| 3.  | Serbia            | 9     | 7 (1)   | 2 (1)   | 21  | 23   | 11   | 2.091 | 810         | 738         | 1.098       |
| 4.  | Francja           | 9     | 6 (0)   | 3 (2)   | 20  | 23   | 10   | 2.300 | 806         | 735         | 1.097       |
| 5.  | Włochy            | 9     | 6 (0)   | 3 (1)   | 19  | 20   | 10   | 2.000 | 715         | 654         | 1.093       |
| 6.  | Rosja             | 9     | 5 (0)   | 4 (0)   | 15  | 15   | 14   | 1.071 | 698         | 662         | 1.054       |
| 7.  | Iran              | 9     | 4 (3)   | 5 (0)   | 9   | 15   | 22   | 0.682 | 777         | 861         | 0.902       |
| 8.  | Belgia            | 9     | 3 (1)   | 6 (3)   | 11  | 15   | 20   | 0.750 | 760         | 779         | 0.976       |
| 9.  | Argentyna         | 9     | 3 (1)   | 6 (2)   | 10  | 16   | 20   | 0.800 | 824         | 835         | 0.987       |
| 10. | Polska            | 9     | 3 (1)   | 6 (0)   | 8   | 11   | 22   | 0.500 | 755         | 815         | 0.926       |
| 11. | Bułgaria          | 9     | 1 (1)   | 8 (0)   | 2   | 8    | 26   | 0.308 | 706         | 810         | 0.872       |
| 12. | Australia         | 9     | 0 (0)   | 9 (1)   | 1   | 3    | 27   | 0.111 | 600         | 740         | 0.811       |

Źródło: http://worldleague.2016.fivb.com/en/competition/results-and-ranking/group1
Punktacja: 3:0 i 3:1 – 3 pkt; 3:2 – 2 pkt; 2:3 – 1 pkt; 1:3 i 0:3 – 0 pkt
Zasady ustalania kolejności: 1. liczba zwycięstw; 2. liczba punktów; 3. stosunek setów; 4. stosunek małych punktów; 5. bilans w bezpośrednich meczach
     awans do fazy finałowej
     gospodarz turnieju finałowego
     spadek do Dywizji II
Grupa A1
 Sydney
| Data  | Godz. | Drużyna 1 | Wynik | Drużyna 2 | 1     | 2     | 3     | 4     | 5     | Widzów | * |
| ----- | ----- | --------- | ----- | --------- | ----- | ----- | ----- | ----- | ----- | ------ | - |
| 17.06 | 18:10 | Francja   | 3:0   | Włochy    | 25:23 | 25:22 | 25:18 |       |       | 2100   |   |
| 17.06 | 20:40 | Australia | 0:3   | Belgia    | 27:29 | 18:25 | 22:25 |       |       | 2520   |   |
|       |       |           |       |           |       |       |       |       |       |        |   |
| 18.06 | 17:40 | Belgia    | 0:3   | Włochy    | 15:25 | 23:25 | 21:25 |       |       | 3000   |   |
| 18.06 | 20:10 | Australia | 0:3   | Francja   | 14:25 | 18:25 | 21:25 |       |       | 4426   |   |
|       |       |           |       |           |       |       |       |       |       |        |   |
| 19.06 | 12:40 | Belgia    | 3:2   | Francja   | 13:25 | 26:24 | 21:25 | 25:18 | 15:12 | 2000   |   |
| 19.06 | 15:10 | Australia | 0:3   | Włochy    | 23:25 | 23:25 | 20:25 |       |       | 2500   |   |

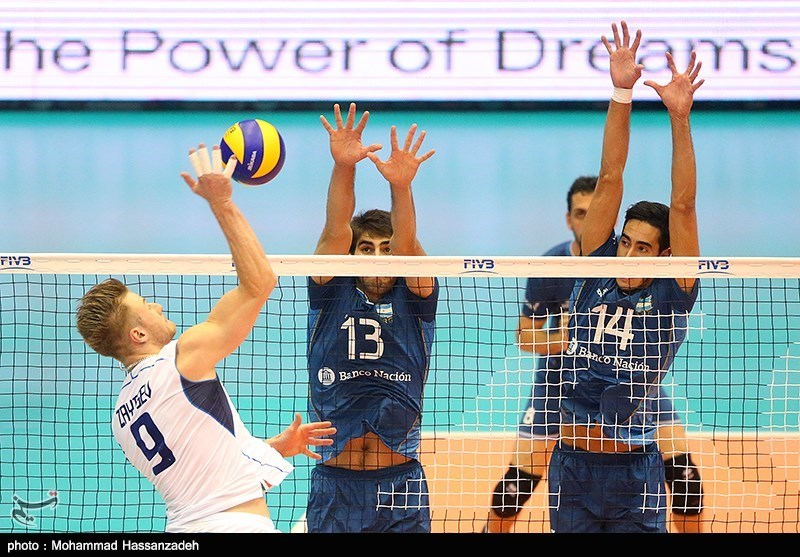
Jedna z akcji z meczu Włochy-Argentyna Ligi Światowej 2016

Wszystkie godziny podano według czasu lokalnego (GMT+10), różnica w stosunku do CEST wynosi -8 godzin.
Grupa B1
 Rio de Janeiro
| Data  | Godz. | Drużyna 1         | Wynik | Drużyna 2         | 1     | 2     | 3     | 4     | 5     | Widzów | * |
| ----- | ----- | ----------------- | ----- | ----------------- | ----- | ----- | ----- | ----- | ----- | ------ | - |
| 16.06 | 14:10 | Brazylia          | 3:0   | Iran              | 25:19 | 25:16 | 28:26 |       |       | 3950   |   |
| 16.06 | 17:15 | Argentyna         | 1:3   | Stany Zjednoczone | 24:26 | 23:25 | 25:22 | 22:25 |       | 1360   |   |
|       |       |                   |       |                   |       |       |       |       |       |        |   |
| 17.06 | 14:10 | Brazylia          | 3:0   | Argentyna         | 25:21 | 25:13 | 26:24 |       |       | 5520   |   |
| 17.06 | 16:30 | Stany Zjednoczone | 3:1   | Iran              | 23:25 | 25:13 | 27:25 | 26:24 |       | 3530   |   |
|       |       |                   |       |                   |       |       |       |       |       |        |   |
| 19.06 | 20:30 | Iran              | 3:2   | Argentyna         | 25:22 | 25:20 | 21:25 | 13:25 | 15:11 | 5437   |   |
| 19.06 | 23:10 | Brazylia          | 3:1   | Stany Zjednoczone | 25:19 | 25:15 | 22:25 | 25:22 |       | 9573   |   |

Wszystkie godziny podano według czasu lokalnego (GMT-3), różnica w stosunku do CEST wynosi +5 godzin.
Grupa C1
 Królewiec
| Data  | Godz. | Drużyna 1 | Wynik | Drużyna 2 | 1     | 2     | 3     | 4     | 5 | Widzów | * |
| ----- | ----- | --------- | ----- | --------- | ----- | ----- | ----- | ----- | - | ------ | - |
| 17.06 | 16:40 | Bułgaria  | 1:3   | Polska    | 25:19 | 19:25 | 17:25 | 20:25 |   | 1415   |   |
| 17.06 | 19:10 | Rosja     | 0:3   | Serbia    | 22:25 | 32:34 | 17:25 |       |   | 6020   |   |
|       |       |           |       |           |       |       |       |       |   |        |   |
| 18.06 | 16:40 | Bułgaria  | 0:3   | Serbia    | 26:28 | 25:27 | 18:25 |       |   | 1630   |   |
| 18.06 | 19:10 | Rosja     | 3:0   | Polska    | 25:22 | 25:19 | 25:22 |       |   | 6910   |   |
|       |       |           |       |           |       |       |       |       |   |        |   |
| 19.06 | 16:40 | Serbia    | 3:0   | Polska    | 25:20 | 25:20 | 25:23 |       |   | 1345   |   |
| 19.06 | 19:10 | Rosja     | 3:1   | Bułgaria  | 20:25 | 25:18 | 25:17 | 25:22 |   | 5510   |   |

Wszystkie godziny podano według czasu lokalnego (GMT+2)
Grupa D1
 Łódź
| Data  | Godz. | Drużyna 1 | Wynik | Drużyna 2 | 1     | 2     | 3     | 4     | 5     | Widzów | * |
| ----- | ----- | --------- | ----- | --------- | ----- | ----- | ----- | ----- | ----- | ------ | - |
| 24.06 | 17:10 | Rosja     | 0:3   | Francja   | 22:25 | 34:36 | 20:25 |       |       | 1200   |   |
| 24.06 | 20:10 | Polska    | 3:1   | Argentyna | 26:24 | 31:29 | 36:38 | 25:22 |       | 4000   |   |
|       |       |           |       |           |       |       |       |       |       |        |   |
| 25.06 | 17:10 | Francja   | 2:3   | Argentyna | 25:19 | 21:25 | 23:25 | 27:25 | 13:15 | 4000   |   |
| 25.06 | 20:10 | Polska    | 1:3   | Rosja     | 17:25 | 20:25 | 25:20 | 15:25 |       | 9800   |   |
|       |       |           |       |           |       |       |       |       |       |        |   |
| 26.06 | 17:10 | Argentyna | 3:0   | Rosja     | 25:18 | 25:20 | 28:26 |       |       | 2480   |   |
| 26.06 | 20:10 | Polska    | 0:3   | Francja   | 28:30 | 20:25 | 29:31 |       |       | 7000   |   |

Grupa E1
 Rzym
| Data  | Godz. | Drużyna 1         | Wynik | Drużyna 2         | 1     | 2     | 3     | 4     | 5     | Widzów | * |
| ----- | ----- | ----------------- | ----- | ----------------- | ----- | ----- | ----- | ----- | ----- | ------ | - |
| 24.06 | 17:00 | Belgia            | 3:2   | Stany Zjednoczone | 25:17 | 20:25 | 21:25 | 25:21 | 10:15 | 3000   |   |
| 24.06 | 20:00 | Australia         | 0:3   | Włochy            | 15:25 | 27:29 | 17:25 |       |       | 5200   |   |
|       |       |                   |       |                   |       |       |       |       |       |        |   |
| 25.06 | 17:00 | Stany Zjednoczone | 3:1   | Australia         | 20:25 | 25:17 | 25:23 | 25:20 |       | 2500   |   |
| 25.06 | 20:00 | Włochy            | 3:0   | Belgia            | 25:20 | 25:17 | 31:29 |       |       | 4930   |   |
|       |       |                   |       |                   |       |       |       |       |       |        |   |
| 26.06 | 15:30 | Australia         | 0:3   | Belgia            | 21:25 | 22:25 | 17:25 |       |       | 3000   |   |
| 26.06 | 18:30 | Stany Zjednoczone | 3:0   | Włochy            | 25:22 | 25:23 | 25:23 |       |       | 8250   |   |

Grupa F1
 Belgrad
| Data  | Godz. | Drużyna 1 | Wynik | Drużyna 2 | 1     | 2     | 3     | 4     | 5 | Widzów | * |
| ----- | ----- | --------- | ----- | --------- | ----- | ----- | ----- | ----- | - | ------ | - |
| 23.06 | 16:00 | Iran      | 3:1   | Bułgaria  | 18:25 | 25:20 | 25:23 | 25:20 |   | 450    |   |
| 23.06 | 19:00 | Brazylia  | 1:3   | Serbia    | 25:19 | 15:25 | 21:25 | 22:25 |   | 8000   |   |
|       |       |           |       |           |       |       |       |       |   |        |   |
| 24.06 | 16:00 | Brazylia  | 3:1   | Iran      | 25:18 | 24:26 | 25:16 | 25:17 |   | 400    |   |
| 24.06 | 19:00 | Serbia    | 3:1   | Bułgaria  | 25:18 | 21:25 | 25:19 | 25:23 |   | 2500   |   |
|       |       |           |       |           |       |       |       |       |   |        |   |
| 25.06 | 16:00 | Bułgaria  | 0:3   | Brazylia  | 14:25 | 21:25 | 12:25 |       |   | 450    |   |
| 25.06 | 19:00 | Iran      | 1:3   | Serbia    | 19:25 | 26:24 | 18:25 | 21:25 |   | 3000   |   |

Grupa G1
 Nancy
| Data  | Godz. | Drużyna 1 | Wynik | Drużyna 2 | 1     | 2     | 3     | 4     | 5     | Widzów | * |
| ----- | ----- | --------- | ----- | --------- | ----- | ----- | ----- | ----- | ----- | ------ | - |
| 01.07 | 15:00 | Brazylia  | 3:0   | Polska    | 30:28 | 25:21 | 25:16 |       |       | 1800   |   |
| 01.07 | 18:00 | Francja   | 3:0   | Belgia    | 25:19 | 28:26 | 25:20 |       |       | 2000   |   |
|       |       |           |       |           |       |       |       |       |       |        |   |
| 02.07 | 15:00 | Brazylia  | 3:2   | Belgia    | 20:25 | 25:23 | 22:25 | 25:23 | 15:11 | 2200   |   |
| 02.07 | 18:00 | Francja   | 3:1   | Polska    | 22:25 | 30:28 | 25:22 | 25:19 |       | 4330   |   |
|       |       |           |       |           |       |       |       |       |       |        |   |
| 03.07 | 15:00 | Belgia    | 2:3   | Polska    | 25:19 | 23:25 | 22:25 | 25:20 | 13:15 | 4470   |   |
| 03.07 | 18:00 | Francja   | 1:3   | Brazylia  | 21:25 | 24:26 | 25:22 | 21:25 |       | 4580   |   |

Grupa H1
 Dallas
| Data  | Godz. | Drużyna 1         | Wynik | Drużyna 2 | 1     | 2     | 3     | 4     | 5     | Widzów | * |
| ----- | ----- | ----------------- | ----- | --------- | ----- | ----- | ----- | ----- | ----- | ------ | - |
| 01.07 | 17:30 | Australia         | 0:3   | Rosja     | 19:25 | 24:26 | 12:25 |       |       | 4000   |   |
| 01.07 | 19:30 | Stany Zjednoczone | 3:1   | Bułgaria  | 23:25 | 25:21 | 27:25 | 25:21 |       | 7250   |   |
|       |       |                   |       |           |       |       |       |       |       |        |   |
| 02.07 | 17:30 | Bułgaria          | 0:3   | Rosja     | 20:25 | 14:25 | 18:25 |       |       | 3950   |   |
| 02.07 | 19:30 | Stany Zjednoczone | 3:0   | Australia | 25:14 | 26:24 | 25:15 |       |       | 7096   |   |
|       |       |                   |       |           |       |       |       |       |       |        |   |
| 03.07 | 12:30 | Stany Zjednoczone | 3:0   | Rosja     | 35:33 | 25:17 | 25:21 |       |       | 8000   |   |
| 03.07 | 15:00 | Bułgaria          | 3:2   | Australia | 25:20 | 21:25 | 25:18 | 23:25 | 16:14 | 1625   |   |

Wszystkie godziny podano według czasu lokalnego (GMT-5), różnica w stosunku do CEST wynosi +7 godzin.
Grupa I1
 Teheran
| Data  | Godz. | Drużyna 1 | Wynik | Drużyna 2 | 1     | 2     | 3     | 4     | 5     | Widzów | * |
| ----- | ----- | --------- | ----- | --------- | ----- | ----- | ----- | ----- | ----- | ------ | - |
| 01.07 | 18:00 | Włochy    | 3:1   | Argentyna | 25:18 | 25:20 | 22:25 | 25:22 |       | 5000   |   |
| 01.07 | 21:00 | Iran      | 3:2   | Serbia    | 18:25 | 22:25 | 25:22 | 25:23 | 16:14 | 12000  |   |
|       |       |           |       |           |       |       |       |       |       |        |   |
| 02.07 | 18:00 | Serbia    | 0:3   | Argentyna | 23:25 | 22:25 | 20:25 |       |       | 12000  |   |
| 02.07 | 21:00 | Iran      | 0:3   | Włochy    | 20:25 | 20:25 | 21:25 |       |       | 12000  |   |
|       |       |           |       |           |       |       |       |       |       |        |   |
| 03.07 | 18:00 | Włochy    | 2:3   | Serbia    | 19:25 | 18:25 | 25:19 | 25:22 | 15:17 | 8850   |   |
| 03.07 | 21:00 | Iran      | 3:2   | Argentyna | 25:23 | 22:25 | 21:25 | 25:22 | 16:14 | 12000  |   |

Wszystkie godziny podano według czasu lokalnego (GMT+4:30), różnica w stosunku do CEST wynosi -2:30 godzin.

#### Dywizja II
Tabela
| Lp. | Drużyna          | Mecze | Mecze   | Mecze   | Pkt | Sety | Sety | Sety  | Małe punkty | Małe punkty | Małe punkty |
| Lp. | Drużyna          | M     | W (3:2) | P (2:3) | Pkt | wyg. | prz. | ratio | zdob.       | str.        | ratio       |
| --- | ---------------- | ----- | ------- | ------- | --- | ---- | ---- | ----- | ----------- | ----------- | ----------- |
| 1.  | Kanada           | 9     | 8 (1)   | 1 (1)   | 24  | 26   | 7    | 3.714 | 787         | 677         | 1.162       |
| 2.  | Turcja           | 9     | 8 (3)   | 1 (0)   | 21  | 25   | 10   | 2.500 | 813         | 756         | 1.075       |
| 3.  | Holandia         | 9     | 6 (1)   | 3 (2)   | 19  | 22   | 15   | 1.467 | 839         | 768         | 1.092       |
| 4.  | Finlandia        | 9     | 6 (2)   | 3 (2)   | 18  | 22   | 16   | 1.375 | 858         | 826         | 1.039       |
| 5.  | Czechy           | 9     | 5 (3)   | 4 (1)   | 13  | 19   | 19   | 1.000 | 837         | 850         | 0.985       |
| 6.  | Chiny            | 9     | 4 (0)   | 5 (0)   | 12  | 13   | 17   | 0.765 | 681         | 681         | 1.000       |
| 7.  | Egipt            | 9     | 4 (2)   | 5 (1)   | 11  | 15   | 20   | 0.750 | 781         | 816         | 0.957       |
| 8.  | Słowacja         | 9     | 3 (1)   | 6 (2)   | 10  | 15   | 22   | 0.682 | 788         | 843         | 0.935       |
| 9.  | Kuba             | 9     | 3 (3)   | 6 (3)   | 9   | 18   | 24   | 0.750 | 891         | 917         | 0.972       |
| 10. | Korea Południowa | 9     | 3 (2)   | 6 (2)   | 9   | 14   | 22   | 0.636 | 804         | 820         | 0.980       |
| 11. | Japonia          | 9     | 2 (0)   | 7 (3)   | 9   | 14   | 21   | 0.667 | 763         | 803         | 0.950       |
| 12. | Portugalia       | 9     | 2 (1)   | 7 (2)   | 7   | 13   | 23   | 0.565 | 758         | 843         | 0.899       |

Źródło: http://worldleague.2016.fivb.com/en/competition/results-and-ranking/group2#anchorRK2
Punktacja: 3:0 i 3:1 – 3 pkt; 3:2 – 2 pkt; 2:3 – 1 pkt; 1:3 i 0:3 – 0 pkt
Zasady ustalania kolejności: 1. liczba zwycięstw; 2. liczba punktów; 3. stosunek setów; 4. stosunek małych punktów; 5. bilans w bezpośrednich meczach
     awans do fazy finałowej
     gospodarz turnieju finałowego
     spadek do Dywizji III
Grupa A2
 Izmir
| Data  | Godz. | Drużyna 1  | Wynik | Drużyna 2  | 1     | 2     | 3     | 4     | 5     | Widzów | * |
| ----- | ----- | ---------- | ----- | ---------- | ----- | ----- | ----- | ----- | ----- | ------ | - |
| 17.06 | 14:30 | Holandia   | 3:1   | Słowacja   | 24:26 | 25:11 | 25:23 | 25:22 |       | 100    |   |
| 17.06 | 17:30 | Turcja     | 3:1   | Portugalia | 25:22 | 25:20 | 28:30 | 25:19 |       | 1000   |   |
|       |       |            |       |            |       |       |       |       |       |        |   |
| 18.06 | 14:30 | Portugalia | 0:3   | Holandia   | 14:25 | 18:25 | 17:25 |       |       | 100    |   |
| 18.06 | 17:30 | Turcja     | 3:0   | Słowacja   | 27:25 | 25:23 | 25:22 |       |       | 1100   |   |
|       |       |            |       |            |       |       |       |       |       |        |   |
| 19.06 | 14:30 | Portugalia | 2:3   | Słowacja   | 25:18 | 25:21 | 21:25 | 23:25 | 17:19 | 150    |   |
| 19.06 | 17:30 | Turcja     | 3:0   | Holandia   | 25:21 | 25:20 | 25:23 |       |       | 1500   |   |

Wszystkie godziny podano według czasu lokalnego (GMT+3), różnica w stosunku do CEST wynosi +1 godzin.
Grupa B2
 Osaka
| Data  | Godz. | Drużyna 1 | Wynik | Drużyna 2        | 1     | 2     | 3     | 4     | 5     | Widzów | * |
| ----- | ----- | --------- | ----- | ---------------- | ----- | ----- | ----- | ----- | ----- | ------ | - |
| 17.06 | 16:10 | Kuba      | 3:2   | Korea Południowa | 33:31 | 25:18 | 14:25 | 22:25 | 15:6  | 1950   |   |
| 17.06 | 19:15 | Japonia   | 3:0   | Finlandia        | 26:24 | 25:20 | 25:23 |       |       | 6700   |   |
|       |       |           |       |                  |       |       |       |       |       |        |   |
| 18.06 | 16:10 | Japonia   | 2:3   | Kuba             | 25:27 | 25:21 | 25:16 | 28:30 | 11:15 | 8600   |   |
| 18.06 | 19:15 | Finlandia | 3:2   | Korea Południowa | 25:22 | 25:20 | 27:29 | 19:25 | 19:17 | 2100   |   |
|       |       |           |       |                  |       |       |       |       |       |        |   |
| 19.06 | 16:10 | Kuba      | 1:3   | Finlandia        | 18:25 | 25:15 | 23:25 | 23:25 |       | 2650   |   |
| 19.06 | 19:15 | Japonia   | 3:0   | Korea Południowa | 25:21 | 25:17 | 26:24 |       |       | 9000   |   |

Wszystkie godziny podano według czasu lokalnego (GMT+3), różnica w stosunku do CEST wynosi +7 godzin.
Grupa C2
 Czeskie Budziejowice
| Data  | Godz. | Drużyna 1 | Wynik | Drużyna 2 | 1     | 2     | 3     | 4     | 5     | Widzów | * |
| ----- | ----- | --------- | ----- | --------- | ----- | ----- | ----- | ----- | ----- | ------ | - |
| 17.06 | 16:00 | Czechy    | 2:3   | Egipt     | 25:21 | 22:25 | 20:25 | 25:22 | 12:15 | 1400   |   |
| 17.06 | 19:00 | Chiny     | 0:3   | Kanada    | 18:25 | 22:25 | 21:25 |       |       | 435    |   |
|       |       |           |       |           |       |       |       |       |       |        |   |
| 18.06 | 15:10 | Kanada    | 3:0   | Egipt     | 25:23 | 25:19 | 25:16 |       |       | 180    |   |
| 18.06 | 18:10 | Chiny     | 1:3   | Czechy    | 25:21 | 22:25 | 23:25 | 17:25 |       | 3130   |   |
|       |       |           |       |           |       |       |       |       |       |        |   |
| 19.06 | 15:10 | Egipt     | 3:0   | Chiny     | 25:20 | 28:26 | 26:24 |       |       | 230    |   |
| 19.06 | 18:10 | Czechy    | 1:3   | Kanada    | 16:25 | 23:25 | 26:24 | 24:26 |       | 2360   |   |

Grupa D2
 Bratysława
| Data  | Godz. | Drużyna 1 | Wynik | Drużyna 2 | 1     | 2     | 3     | 4     | 5     | Widzów | * |
| ----- | ----- | --------- | ----- | --------- | ----- | ----- | ----- | ----- | ----- | ------ | - |
| 23.06 | 17:00 | Holandia  | 2:3   | Czechy    | 21:25 | 25:19 | 23:25 | 25:20 | 11:15 | 1500   |   |
| 23.06 | 20:00 | Słowacja  | 3:1   | Kuba      | 25:19 | 25:23 | 22:25 | 25:22 |       | 2900   |   |
|       |       |           |       |           |       |       |       |       |       |        |   |
| 24.06 | 17:00 | Kuba      | 2:3   | Czechy    | 19:25 | 21:25 | 26:24 | 25:22 | 11:15 | 1100   |   |
| 24.06 | 20:00 | Słowacja  | 1:3   | Holandia  | 14:25 | 25:21 | 14:25 | 23:25 |       | 2800   |   |
|       |       |           |       |           |       |       |       |       |       |        |   |
| 25.06 | 17:00 | Kuba      | 2:3   | Holandia  | 25:23 | 25:14 | 23:25 | 23:25 | 12:15 | 900    |   |
| 25.06 | 20:00 | Czechy    | 3:2   | Słowacja  | 23:25 | 25:23 | 19:25 | 25:18 | 15:11 | 2900   |   |

Grupa E2
 Kair
| Data  | Godz. | Drużyna 1 | Wynik | Drużyna 2 | 1     | 2     | 3     | 4     | 5     | Widzów | * |
| ----- | ----- | --------- | ----- | --------- | ----- | ----- | ----- | ----- | ----- | ------ | - |
| 24.06 | 21:00 | Turcja    | 3:2   | Japonia   | 20:25 | 19:25 | 25:19 | 25:20 | 15:10 | 1000   |   |
| 24.06 | 23:00 | Egipt     | 0:3   | Finlandia | 22:25 | 17:25 | 22:25 |       |       | 1500   |   |
|       |       |           |       |           |       |       |       |       |       |        |   |
| 25.06 | 21:00 | Turcja    | 3:2   | Finlandia | 19:25 | 21:25 | 25:21 | 25:22 | 15:11 | 900    |   |
| 25.06 | 23:00 | Egipt     | 3:2   | Japonia   | 25:22 | 23:25 | 21:25 | 25:21 | 15:9  | 2000   |   |
|       |       |           |       |           |       |       |       |       |       |        |   |
| 26.06 | 21:00 | Finlandia | 3:1   | Japonia   | 25:18 | 31:29 | 22:25 | 25:21 |       | 700    |   |
| 26.06 | 23:00 | Egipt     | 3:1   | Turcja    | 23:25 | 25:18 | 25:23 | 31:29 |       | 2500   |   |

Grupa F2
 Saskatoon
| Data  | Godz. | Drużyna 1        | Wynik | Drużyna 2        | 1     | 2     | 3     | 4     | 5 | Widzów | * |
| ----- | ----- | ---------------- | ----- | ---------------- | ----- | ----- | ----- | ----- | - | ------ | - |
| 24.06 | 17:35 | Chiny            | 3:1   | Portugalia       | 25:18 | 22:25 | 25:16 | 25:20 |   | 935    |   |
| 24.06 | 20:05 | Kanada           | 3:0   | Korea Południowa | 25:20 | 25:21 | 25:20 |       |   | 1435   |   |
|       |       |                  |       |                  |       |       |       |       |   |        |   |
| 25.06 | 15:35 | Kanada           | 3:0   | Chiny            | 25:21 | 25:19 | 25:17 |       |   | 2436   |   |
| 25.06 | 18:05 | Korea Południowa | 0:3   | Portugalia       | 23:25 | 26:28 | 23:25 |       |   | 2436   |   |
|       |       |                  |       |                  |       |       |       |       |   |        |   |
| 26.06 | 15:35 | Korea Południowa | 1:3   | Chiny            | 25:18 | 23:25 | 17:25 | 23:25 |   | 1267   |   |
| 26.06 | 18:05 | Kanada           | 3:1   | Portugalia       | 24:26 | 25:15 | 25:23 | 25:21 |   | 1771   |   |

Wszystkie godziny podano według czasu lokalnego (GMT-6), różnica w stosunku do CEST wynosi +8 godzin.
Grupa G2
 Seul
| Data  | Godz. | Drużyna 1        | Wynik | Drużyna 2 | 1     | 2     | 3     | 4     | 5     | Widzów | * |
| ----- | ----- | ---------------- | ----- | --------- | ----- | ----- | ----- | ----- | ----- | ------ | - |
| 01.07 | 16:00 | Korea Południowa | 3:0   | Czechy    | 25:18 | 25:21 | 25:20 |       |       | 2000   |   |
| 01.07 | 18:30 | Egipt            | 1:3   | Holandia  | 19:25 | 25:21 | 18:25 | 16:25 |       | 500    |   |
|       |       |                  |       |           |       |       |       |       |       |        |   |
| 02.07 | 14:00 | Korea Południowa | 3:2   | Egipt     | 26:24 | 25:20 | 23:25 | 28:30 | 15:13 | 3500   |   |
| 02.07 | 16:30 | Czechy           | 1:3   | Holandia  | 20:25 | 26:24 | 23:25 | 16:25 |       | 500    |   |
|       |       |                  |       |           |       |       |       |       |       |        |   |
| 03.07 | 14:00 | Korea Południowa | 3:2   | Holandia  | 25:16 | 22:25 | 21:25 | 25:21 | 18:16 | 3800   |   |
| 03.07 | 16:30 | Czechy           | 3:0   | Egipt     | 25:19 | 32:30 | 25:23 |       |       | 500    |   |

Wszystkie godziny podano według czasu lokalnego (GMT+9), różnica w stosunku do CEST wynosi -7 godzin.
Grupa H2
 Xuancheng
| Data  | Godz. | Drużyna 1 | Wynik | Drużyna 2 | 1     | 2     | 3     | 4     | 5     | Widzów | * |
| ----- | ----- | --------- | ----- | --------- | ----- | ----- | ----- | ----- | ----- | ------ | - |
| 01.07 | 15:00 | Turcja    | 3:0   | Japonia   | 25:21 | 25:20 | 25:22 |       |       | 4018   |   |
| 01.07 | 17:00 | Chiny     | 3:0   | Słowacja  | 25:19 | 25:18 | 25:22 |       |       | 4283   |   |
|       |       |           |       |           |       |       |       |       |       |        |   |
| 02.07 | 15:00 | Słowacja  | 3:1   | Japonia   | 25:18 | 25:21 | 24:26 | 25:22 |       | 4513   |   |
| 02.07 | 17:00 | Chiny     | 0:3   | Turcja    | 25:27 | 23:25 | 18:25 |       |       | 4589   |   |
|       |       |           |       |           |       |       |       |       |       |        |   |
| 03.07 | 15:00 | Turcja    | 3:2   | Słowacja  | 25:13 | 16:25 | 21:25 | 25:22 | 15:10 | 4579   |   |
| 03.07 | 17:00 | Chiny     | 3:0   | Japonia   | 25:11 | 25:22 | 25:20 |       |       | 4808   |   |

Wszystkie godziny podano według czasu lokalnego (GMT+8), różnica w stosunku do CEST wynosi -6 godzin.
Grupa I2
 Tampere
| Data  | Godz. | Drużyna 1  | Wynik | Drużyna 2  | 1     | 2     | 3     | 4     | 5     | Widzów | * |
| ----- | ----- | ---------- | ----- | ---------- | ----- | ----- | ----- | ----- | ----- | ------ | - |
| 01.07 | 15:40 | Kanada     | 3:2   | Kuba       | 24:26 | 25:21 | 19:25 | 25:16 | 15:13 | 1620   |   |
| 01.07 | 18:40 | Finlandia  | 2:3   | Portugalia | 25:22 | 21:25 | 25:19 | 24:26 | 12:15 | 2993   |   |
|       |       |            |       |            |       |       |       |       |       |        |   |
| 02.07 | 15:40 | Portugalia | 0:3   | Kanada     | 18:25 | 22:25 | 21:25 |       |       | 2270   |   |
| 02.07 | 18:40 | Finlandia  | 3:1   | Kuba       | 25:19 | 25:12 | 18:25 | 25:21 |       | 4150   |   |
|       |       |            |       |            |       |       |       |       |       |        |   |
| 03.07 | 15:10 | Kuba       | 3:2   | Portugalia | 25:19 | 22:25 | 25:19 | 20:25 | 15:9  | 1160   |   |
| 03.07 | 18:10 | Finlandia  | 3:2   | Kanada     | 25:22 | 18:25 | 25:20 | 21:25 | 15:13 | 2187   |   |

Wszystkie godziny podano według czasu lokalnego (GMT+3), różnica w stosunku do CEST wynosi -1 godzin.

#### Dywizja III
Tabela
| Lp. | Drużyna         | Mecze | Mecze   | Mecze   | Pkt | Sety | Sety | Sety  | Małe punkty | Małe punkty | Małe punkty |
| Lp. | Drużyna         | M     | W (3:2) | P (2:3) | Pkt | wyg. | prz. | ratio | zdob.       | str.        | ratio       |
| --- | --------------- | ----- | ------- | ------- | --- | ---- | ---- | ----- | ----------- | ----------- | ----------- |
| 1.  | Słowenia        | 6     | 5 (0)   | 1 (0)   | 15  | 16   | 5    | 3.200 | 513         | 441         | 1.163       |
| 2.  | Grecja          | 6     | 5 (0)   | 1 (0)   | 15  | 15   | 6    | 2.500 | 516         | 462         | 1.117       |
| 3.  | Chińskie Tajpej | 6     | 4 (0)   | 2 (0)   | 12  | 13   | 9    | 1.444 | 530         | 515         | 1.029       |
| 4.  | Czarnogóra      | 6     | 4 (2)   | 2 (2)   | 12  | 16   | 12   | 1.333 | 628         | 599         | 1.048       |
| 5.  | Wenezuela       | 6     | 4 (2)   | 2 (0)   | 10  | 14   | 11   | 1.273 | 576         | 557         | 1.034       |
| 6.  | Katar           | 6     | 3 (0)   | 3 (0)   | 9   | 11   | 10   | 1.100 | 477         | 480         | 0.994       |
| 7.  | Hiszpania       | 6     | 3 (1)   | 3 (1)   | 9   | 13   | 12   | 1.083 | 556         | 552         | 1.007       |
| 8.  | Tunezja         | 6     | 3 (1)   | 3 (0)   | 8   | 10   | 13   | 0.769 | 537         | 549         | 0.978       |
| 9.  | Niemcy          | 6     | 2 (0)   | 4 (1)   | 7   | 11   | 13   | 0.846 | 534         | 535         | 0.998       |
| 10. | Meksyk          | 6     | 1 (0)   | 5 (2)   | 5   | 10   | 16   | 0.625 | 546         | 590         | 0.925       |
| 11. | Kazachstan      | 6     | 1 (0)   | 5 (0)   | 3   | 4    | 15   | 0.267 | 423         | 478         | 0.885       |
| 12. | Portoryko       | 6     | 1 (0)   | 5 (0)   | 3   | 4    | 15   | 0.267 | 397         | 475         | 0.836       |

Źródło: http://worldleague.2016.fivb.com/en/competition/results-and-ranking/group3#anchorRK3
Punktacja: 3:0 i 3:1 – 3 pkt; 3:2 – 2 pkt; 2:3 – 1 pkt; 1:3 i 0:3 – 0 pkt
Zasady ustalania kolejności: 1. liczba zwycięstw; 2. liczba punktów; 3. stosunek setów; 4. stosunek małych punktów; 5. bilans w bezpośrednich meczach
     awans do fazy finałowej
     gospodarz turnieju finałowego
Grupa A3
 Lublana
| Data  | Godz. | Drużyna 1 | Wynik | Drużyna 2 | 1     | 2     | 3     | 4     | 5 | Widzów | * |
| ----- | ----- | --------- | ----- | --------- | ----- | ----- | ----- | ----- | - | ------ | - |
| 17.06 | 16:30 | Tunezja   | 0:3   | Wenezuela | 22:25 | 26:28 | 20:25 |       |   | 160    |   |
| 17.06 | 20:00 | Słowenia  | 3:1   | Katar     | 25:15 | 25:21 | 18:25 | 25:18 |   | 1600   |   |
|       |       |           |       |           |       |       |       |       |   |        |   |
| 18.06 | 16:30 | Wenezuela | 3:1   | Katar     | 25:27 | 25:15 | 27:25 | 25:23 |   | 100    |   |
| 18.06 | 20:00 | Tunezja   | 0:3   | Słowenia  | 17:25 | 20:25 | 22:25 |       |   | 1200   |   |
|       |       |           |       |           |       |       |       |       |   |        |   |
| 19.06 | 15:30 | Katar     | 3:1   | Tunezja   | 25:22 | 25:20 | 23:25 | 25:20 |   | 100    |   |
| 19.06 | 19:00 | Wenezuela | 1:3   | Słowenia  | 25:23 | 22:25 | 24:26 | 22:25 |   | 2300   |   |

Grupa B3
 Meksyk
| Data  | Godz. | Drużyna 1  | Wynik | Drużyna 2  | 1     | 2     | 3     | 4     | 5     | Widzów | * |
| ----- | ----- | ---------- | ----- | ---------- | ----- | ----- | ----- | ----- | ----- | ------ | - |
| 17.06 | 18:00 | Czarnogóra | 3:2   | Niemcy     | 22:25 | 25:22 | 25:17 | 21:25 | 15:11 | 600    |   |
| 17.06 | 20:30 | Meksyk     | 2:3   | Hiszpania  | 22:25 | 26:24 | 19:25 | 25:22 | 12:15 | 800    |   |
|       |       |            |       |            |       |       |       |       |       |        |   |
| 18.06 | 18:00 | Niemcy     | 1:3   | Hiszpania  | 20:25 | 28:26 | 16:25 | 17:25 |       | 600    |   |
| 18.06 | 20:30 | Meksyk     | 1:3   | Czarnogóra | 19:25 | 25:21 | 21:25 | 23:25 |       | 800    |   |
|       |       |            |       |            |       |       |       |       |       |        |   |
| 19.06 | 16:00 | Hiszpania  | 2:3   | Czarnogóra | 27:25 | 23:25 | 18:25 | 25:21 | 13:15 | 700    |   |
| 19.06 | 18:30 | Meksyk     | 3:1   | Niemcy     | 25:21 | 25:20 | 15:25 | 25:17 |       | 950    |   |

Grupa C3
 Kozani
| Data  | Godz. | Drużyna 1       | Wynik | Drużyna 2       | 1     | 2     | 3     | 4     | 5 | Widzów | * |
| ----- | ----- | --------------- | ----- | --------------- | ----- | ----- | ----- | ----- | - | ------ | - |
| 17.06 | 18:00 | Chińskie Tajpej | 3:0   | Portoryko       | 25:20 | 30:28 | 25:15 |       |   | 350    |   |
| 17.06 | 21:00 | Kazachstan      | 0:3   | Grecja          | 16:25 | 26:28 | 18:25 |       |   | 2000   |   |
|       |       |                 |       |                 |       |       |       |       |   |        |   |
| 18.06 | 18:00 | Kazachstan      | 3:0   | Chińskie Tajpej | 25:22 | 25:23 | 28:26 |       |   | 300    |   |
| 18.06 | 21:00 | Grecja          | 3:0   | Portoryko       | 25:16 | 25:22 | 25:19 |       |   | 2400   |   |
|       |       |                 |       |                 |       |       |       |       |   |        |   |
| 19.06 | 18:00 | Portoryko       | 3:0   | Kazachstan      | 29:27 | 25:19 | 25:21 |       |   | 300    |   |
| 19.06 | 21:00 | Grecja          | 3:1   | Chińskie Tajpej | 22:25 | 25:18 | 25:21 | 25:22 |   | 2500   |   |

Wszystkie godziny podano według czasu lokalnego (GMT+3), różnica w stosunku do CEST wynosi -1 godzin.
Grupa D3
 Saloniki
| Data  | Godz. | Drużyna 1 | Wynik | Drużyna 2 | 1     | 2     | 3     | 4     | 5 | Widzów | * |
| ----- | ----- | --------- | ----- | --------- | ----- | ----- | ----- | ----- | - | ------ | - |
| 24.06 | 18:00 | Słowenia  | 3:0   | Katar     | 25:21 | 25:18 | 25:20 |       |   | 300    |   |
| 24.06 | 21:00 | Grecja    | 3:1   | Portoryko | 25:17 | 25:17 | 27:29 | 26:24 |   | 1500   |   |
|       |       |           |       |           |       |       |       |       |   |        |   |
| 25.06 | 18:00 | Słowenia  | 3:0   | Portoryko | 25:16 | 25:22 | 25:12 |       |   | 200    |   |
| 25.06 | 21:00 | Grecja    | 0:3   | Katar     | 21:25 | 17:25 | 24:26 |       |   | 1000   |   |
|       |       |           |       |           |       |       |       |       |   |        |   |
| 26.06 | 18:00 | Portoryko | 0:3   | Katar     | 22:25 | 23:25 | 16:25 |       |   | 200    |   |
| 26.06 | 21:00 | Grecja    | 3:1   | Słowenia  | 25:23 | 22:25 | 25:21 | 29:27 |   | 2000   |   |

Wszystkie godziny podano według czasu lokalnego (GMT+3), różnica w stosunku do CEST wynosi -1 godzin.
Grupa E3
 Tunis
| Data  | Godz. | Drużyna 1  | Wynik | Drużyna 2  | 1     | 2     | 3     | 4     | 5     | Widzów | * |
| ----- | ----- | ---------- | ----- | ---------- | ----- | ----- | ----- | ----- | ----- | ------ | - |
| 24.06 | 16:00 | Czarnogóra | 2:3   | Wenezuela  | 19:25 | 16:25 | 25:19 | 25:15 | 13:15 | 100    |   |
| 24.06 | 22:00 | Tunezja    | 3:1   | Meksyk     | 22:25 | 25:22 | 25:17 | 25:18 |       | 1200   |   |
|       |       |            |       |            |       |       |       |       |       |        |   |
| 25.06 | 16:00 | Meksyk     | 2:3   | Wenezuela  | 25:22 | 18:25 | 21:25 | 25:23 | 10:15 | 120    |   |
| 25.06 | 22:00 | Tunezja    | 3:2   | Czarnogóra | 22:25 | 25:27 | 31:29 | 26:24 | 19:17 | 600    |   |
|       |       |            |       |            |       |       |       |       |       |        |   |
| 26.06 | 16:00 | Meksyk     | 1:3   | Czarnogóra | 25:18 | 17:25 | 22:25 | 19:25 |       | 80     |   |
| 26.06 | 22:00 | Tunezja    | 3:1   | Wenezuela  | 28:26 | 25:27 | 25:23 | 25:18 |       | 1000   |   |

Wszystkie godziny podano według czasu lokalnego (GMT+1), różnica w stosunku do CEST wynosi +1 godzin.
Grupa F3
 Ałmaty
| Data  | Godz. | Drużyna 1       | Wynik | Drużyna 2       | 1     | 2     | 3     | 4     | 5 | Widzów | * |
| ----- | ----- | --------------- | ----- | --------------- | ----- | ----- | ----- | ----- | - | ------ | - |
| 24.06 | 12:10 | Hiszpania       | 1:3   | Chińskie Tajpej | 20:25 | 22:25 | 26:24 | 20:25 |   | 1047   |   |
| 24.06 | 15:40 | Kazachstan      | 0:3   | Niemcy          | 21:25 | 19:25 | 25:27 |       |   | 2523   |   |
|       |       |                 |       |                 |       |       |       |       |   |        |   |
| 25.06 | 12:40 | Chińskie Tajpej | 3:1   | Niemcy          | 25:23 | 16:25 | 30:28 | 25:21 |   | 1130   |   |
| 25.06 | 15:40 | Kazachstan      | 0:3   | Hiszpania       | 22:25 | 18:25 | 21:25 |       |   | 2580   |   |
|       |       |                 |       |                 |       |       |       |       |   |        |   |
| 26.06 | 12:10 | Niemcy          | 3:1   | Hiszpania       | 25:20 | 21:25 | 25:16 | 25:14 |   | 1894   |   |
| 26.06 | 15:40 | Kazachstan      | 1:3   | Chińskie Tajpej | 25:23 | 23:25 | 22:25 | 22:25 |   | 3000   |   |

Wszystkie godziny podano według czasu lokalnego (GMT+6), różnica w stosunku do CEST wynosi -4 godzin.

### Turnieje finałowe

#### Dywizja III
Frankfurt nad Menem

##### Final Four
|  |                 |                 |           |                   |   |        |        |       |
|  | Półfinały       | Półfinały       | Półfinały |                   |   | Finał  | Finał  | Finał |
|  | Półfinały       | Półfinały       | Półfinały |                   |   | Finał  | Finał  | Finał |
|  | 1 lipca         |                 |           |                   |   |        |        |       |
|  |                 |                 |           |                   |   |        |        |       |
|  | Niemcy          | Niemcy          | 3         |                   |   |        |        |       |
|  | Niemcy          | Niemcy          | 3         | 2 lipca           |   |        |        |       |
|  | Chińskie Tajpej | Chińskie Tajpej | 0         |                   |   |        |        |       |
|  | Chińskie Tajpej | Chińskie Tajpej | 0         |                   |   | Niemcy | Niemcy | 1     |
|  | 1 lipca         |                 |           |                   |   | Niemcy | Niemcy | 1     |
|  |                 |                 | Słowenia  | Słowenia          | 3 |        |        |       |
|  | Słowenia        | Słowenia        | Słowenia  | Słowenia          | 3 | 3      |        |       |
|  | Słowenia        | Słowenia        |           |                   |   |        |        |       |
|  | Grecja          | Grecja          | 0         |                   |   |        |        |       |
|  | Grecja          | Grecja          | 0         | Mecz o 3. miejsce |   |        |        |       |
|  |                 |                 |           |                   |   |        |        |       |
|  | 2 lipca         |                 |           |                   |   |        |        |       |
|  |                 |                 |           |                   |   |        |        |       |
|  | Chińskie Tajpej | Chińskie Tajpej | 1         |                   |   |        |        |       |
|  | Chińskie Tajpej | Chińskie Tajpej | 1         |                   |   |        |        |       |
|  | Grecja          | Grecja          | 3         |                   |   |        |        |       |
|  | Grecja          | Grecja          | 3         |                   |   |        |        |       |

Półfinały
| Data  | Godz. | Drużyna 1 | Wynik | Drużyna 2       | 1     | 2     | 3     | 4 | 5 | Widzów | * |
| ----- | ----- | --------- | ----- | --------------- | ----- | ----- | ----- | - | - | ------ | - |
| 01.07 | 17:10 | Niemcy    | 3:0   | Chińskie Tajpej | 25:16 | 25:19 | 25:22 |   |   | 1500   |   |
| 01.07 | 20:10 | Słowenia  | 3:0   | Grecja          | 25:22 | 25:20 | 25:16 |   |   | 1500   |   |

Mecz o 3. miejsce
| Data  | Godz. | Drużyna 1       | Wynik | Drużyna 2 | 1     | 2     | 3     | 4     | 5 | Widzów | * |
| ----- | ----- | --------------- | ----- | --------- | ----- | ----- | ----- | ----- | - | ------ | - |
| 02.07 | 14:10 | Chińskie Tajpej | 1:3   | Grecja    | 19:25 | 25:22 | 25:27 | 18:25 |   | 1000   |   |

Finał
| Data  | Godz. | Drużyna 1 | Wynik | Drużyna 2 | 1     | 2     | 3     | 4     | 5 | Widzów | * |
| ----- | ----- | --------- | ----- | --------- | ----- | ----- | ----- | ----- | - | ------ | - |
| 02.07 | 17:10 | Niemcy    | 1:3   | Słowenia  | 19:25 | 18:25 | 25:21 | 20:25 |   | 2200   |   |

#### Dywizja II
Matosinhos

##### Final Four
|  |            |            |            |                   |   |        |        |       |
|  | Półfinały  | Półfinały  | Półfinały  |                   |   | Finał  | Finał  | Finał |
|  | Półfinały  | Półfinały  | Półfinały  |                   |   | Finał  | Finał  | Finał |
|  | 9 lipca    |            |            |                   |   |        |        |       |
|  |            |            |            |                   |   |        |        |       |
|  | Kanada     | Kanada     | 3          |                   |   |        |        |       |
|  | Kanada     | Kanada     | 3          | 10 lipca          |   |        |        |       |
|  | Turcja     | Turcja     | 0          |                   |   |        |        |       |
|  | Turcja     | Turcja     | 0          |                   |   | Kanada | Kanada | 3     |
|  | 9 lipca    |            |            |                   |   | Kanada | Kanada | 3     |
|  |            |            | Portugalia | Portugalia        | 0 |        |        |       |
|  | Portugalia | Portugalia | Portugalia | Portugalia        | 0 | 3      |        |       |
|  | Portugalia | Portugalia |            |                   |   |        |        |       |
|  | Holandia   | Holandia   | 1          |                   |   |        |        |       |
|  | Holandia   | Holandia   | 1          | Mecz o 3. miejsce |   |        |        |       |
|  |            |            |            |                   |   |        |        |       |
|  | 10 lipca   |            |            |                   |   |        |        |       |
|  |            |            |            |                   |   |        |        |       |
|  | Turcja     | Turcja     | 1          |                   |   |        |        |       |
|  | Turcja     | Turcja     | 1          |                   |   |        |        |       |
|  | Holandia   | Holandia   | 3          |                   |   |        |        |       |
|  | Holandia   | Holandia   | 3          |                   |   |        |        |       |

Wszystkie godziny podano według czasu lokalnego (GMT+1), różnica w stosunku do CEST wynosi +1 godzin.
Półfinały
| Data  | Godz. | Drużyna 1  | Wynik | Drużyna 2 | 1     | 2     | 3     | 4     | 5 | Widzów | * |
| ----- | ----- | ---------- | ----- | --------- | ----- | ----- | ----- | ----- | - | ------ | - |
| 09.07 | 16:00 | Kanada     | 3:0   | Turcja    | 26:24 | 25:17 | 25:23 |       |   | 1250   |   |
| 09.07 | 19:00 | Portugalia | 3:1   | Holandia  | 25:22 | 26:24 | 17:25 | 29:27 |   | 4800   |   |

Mecz o 3. miejsce
| Data  | Godz. | Drużyna 1 | Wynik | Drużyna 2 | 1     | 2     | 3     | 4     | 5 | Widzów | * |
| ----- | ----- | --------- | ----- | --------- | ----- | ----- | ----- | ----- | - | ------ | - |
| 10.07 | 15:00 | Turcja    | 1:3   | Holandia  | 23:25 | 30:28 | 22:25 | 22:25 |   | 800    |   |

Finał
| Data  | Godz. | Drużyna 1 | Wynik | Drużyna 2  | 1     | 2     | 3     | 4 | 5 | Widzów | * |
| ----- | ----- | --------- | ----- | ---------- | ----- | ----- | ----- | - | - | ------ | - |
| 10.07 | 18:00 | Kanada    | 3:0   | Portugalia | 25:19 | 25:22 | 25:15 |   |   | 2000   |   |

#### Dywizja I
Tauron Arena Kraków

##### Grupa J1
Tabela
| Lp. | Drużyna | Mecze | Mecze   | Mecze   | Pkt | Sety | Sety | Sety  | Małe punkty | Małe punkty | Małe punkty |
| Lp. | Drużyna | M     | W (3:2) | P (2:3) | Pkt | wyg. | prz. | ratio | zdob.       | str.        | ratio       |
| --- | ------- | ----- | ------- | ------- | --- | ---- | ---- | ----- | ----------- | ----------- | ----------- |
| 1   | Serbia  | 2     | 1 (0)   | 1 (1)   | 4   | 5    | 4    | 1.250 | 195         | 194         | 1.005       |
| 2   | Francja | 2     | 1 (1)   | 1 (1)   | 3   | 5    | 5    | 1.000 | 213         | 208         | 1.024       |
| 3   | Polska  | 2     | 1 (1)   | 1 (0)   | 2   | 4    | 5    | 0.800 | 192         | 198         | 0.970       |

Źródło: http://worldleague.2016.fivb.com/en/competition/results-and-ranking/group1#anchorJ1
Punktacja: 3:0 i 3:1 – 3 pkt; 3:2 – 2 pkt; 2:3 – 1 pkt; 1:3 i 0:3 – 0 pkt
Zasady ustalania kolejności: 1. liczba punktów; 2. liczba zwycięstw; 3. stosunek setów; 4. stosunek małych punktów
     awans do półfinału
Wyniki
| Data  | Godz. | Drużyna 1 | Wynik | Drużyna 2 | 1     | 2     | 3     | 4     | 5     | Widzów | * |
| ----- | ----- | --------- | ----- | --------- | ----- | ----- | ----- | ----- | ----- | ------ | - |
| 13.07 | 20:30 | Polska    | 3:2   | Francja   | 21:25 | 17:25 | 25:17 | 28:26 | 15:12 | 4240   |   |
| 14.07 | 20:30 | Polska    | 1:3   | Serbia    | 23:25 | 20:25 | 25:18 | 18:25 |       | 5360   |   |
| 15.07 | 17:30 | Serbia    | 2:3   | Francja   | 20:25 | 19:25 | 26:24 | 25:19 | 12:15 | 1170   |   |

##### Grupa K1
Tabela
| Lp. | Drużyna           | Mecze | Mecze   | Mecze   | Pkt | Sety | Sety | Sety  | Małe punkty | Małe punkty | Małe punkty |
| Lp. | Drużyna           | M     | W (3:2) | P (2:3) | Pkt | wyg. | prz. | ratio | zdob.       | str.        | ratio       |
| --- | ----------------- | ----- | ------- | ------- | --- | ---- | ---- | ----- | ----------- | ----------- | ----------- |
| 1   | Brazylia          | 2     | 2 (1)   | 0 (0)   | 5   | 6    | 2    | 3.000 | 188         | 167         | 1.126       |
| 2   | Włochy            | 2     | 1 (0)   | 1 (0)   | 3   | 3    | 4    | 0.750 | 160         | 171         | 0.936       |
| 3   | Stany Zjednoczone | 2     | 0 (0)   | 2 (1)   | 1   | 3    | 6    | 0.500 | 206         | 216         | 0.954       |

Źródło: http://worldleague.2016.fivb.com/en/competition/results-and-ranking/group1#anchorK1
Punktacja: 3:0 i 3:1 – 3 pkt; 3:2 – 2 pkt; 2:3 – 1 pkt; 1:3 i 0:3 – 0 pkt
Zasady ustalania kolejności: 1. liczba punktów; 2. liczba zwycięstw; 3. stosunek setów; 4. stosunek małych punktów
     awans do półfinału
Wyniki
| Data  | Godz. | Drużyna 1         | Wynik | Drużyna 2         | 1     | 2     | 3     | 4     | 5     | Widzów | * |
| ----- | ----- | ----------------- | ----- | ----------------- | ----- | ----- | ----- | ----- | ----- | ------ | - |
| 13.07 | 17:30 | Brazylia          | 3:0   | Włochy            | 25:18 | 25:20 | 25:19 |       |       | 2490   |   |
| 14.07 | 17:30 | Stany Zjednoczone | 1:3   | Włochy            | 22:25 | 25:27 | 28:26 | 21:25 |       | 2340   |   |
| 15.07 | 20:30 | Brazylia          | 3:2   | Stany Zjednoczone | 24:26 | 21:25 | 28:26 | 25:21 | 15:12 | 2380   |   |

##### Final Four
|  |           |           |           |                   |   |        |        |       |
|  | Półfinały | Półfinały | Półfinały |                   |   | Finał  | Finał  | Finał |
|  | Półfinały | Półfinały | Półfinały |                   |   | Finał  | Finał  | Finał |
|  | 16 lipca  |           |           |                   |   |        |        |       |
|  |           |           |           |                   |   |        |        |       |
|  | Serbia    | Serbia    | 3         |                   |   |        |        |       |
|  | Serbia    | Serbia    | 3         | 17 lipca          |   |        |        |       |
|  | Włochy    | Włochy    | 2         |                   |   |        |        |       |
|  | Włochy    | Włochy    | 2         |                   |   | Serbia | Serbia | 3     |
|  | 16 lipca  |           |           |                   |   | Serbia | Serbia | 3     |
|  |           |           | Brazylia  | Brazylia          | 0 |        |        |       |
|  | Francja   | Francja   | Brazylia  | Brazylia          | 0 | 1      |        |       |
|  | Francja   | Francja   |           |                   |   |        |        |       |
|  | Brazylia  | Brazylia  | 3         |                   |   |        |        |       |
|  | Brazylia  | Brazylia  | 3         | Mecz o 3. miejsce |   |        |        |       |
|  |           |           |           |                   |   |        |        |       |
|  | 17 lipca  |           |           |                   |   |        |        |       |
|  |           |           |           |                   |   |        |        |       |
|  | Włochy    | Włochy    | 0         |                   |   |        |        |       |
|  | Włochy    | Włochy    | 0         |                   |   |        |        |       |
|  | Francja   | Francja   | 3         |                   |   |        |        |       |
|  | Francja   | Francja   | 3         |                   |   |        |        |       |

Półfinały
| Data  | Godz. | Drużyna 1 | Wynik | Drużyna 2 | 1     | 2     | 3     | 4     | 5     | Widzów | * |
| ----- | ----- | --------- | ----- | --------- | ----- | ----- | ----- | ----- | ----- | ------ | - |
| 16.07 | 17:30 | Serbia    | 3:2   | Włochy    | 23:25 | 25:21 | 25:23 | 18:25 | 15:11 | 2870   |   |
| 16.07 | 20:30 | Francja   | 1:3   | Brazylia  | 16:25 | 25:23 | 26:28 | 31:33 |       | 3700   |   |

Mecz o 3. miejsce
| Data  | Godz. | Drużyna 1 | Wynik | Drużyna 2 | 1     | 2     | 3     | 4 | 5 | Widzów | * |
| ----- | ----- | --------- | ----- | --------- | ----- | ----- | ----- | - | - | ------ | - |
| 17.07 | 17:30 | Włochy    | 0:3   | Francja   | 23:25 | 21:25 | 20:25 |   |   | 3430   |   |

Finał
| Data  | Godz. | Drużyna 1 | Wynik | Drużyna 2 | 1     | 2     | 3     | 4 | 5 | Widzów | * |
| ----- | ----- | --------- | ----- | --------- | ----- | ----- | ----- | - | - | ------ | - |
| 17.07 | 20:30 | Serbia    | 3:0   | Brazylia  | 25:22 | 25:22 | 25:21 |   |   | 4580   |   |

## Nagrody indywidualne
| Najlepszy zawodnik (MVP) | Najlepsi skrzydłowi          | Najlepsi środkowi                | Najlepszy atakujący | Najlepszy rozgrywający | Najlepszy libero  |
| ------------------------ | ---------------------------- | -------------------------------- | ------------------- | ---------------------- | ----------------- |
| Marko Ivović             | Marko Ivović Antonin Rouzier | Mauricio de Souza Srećko Lisinac | Wallace de Souza    | Simone Giannelli       | Jenia Grebennikov |

## Klasyfikacja końcowa
| Miejsce | Reprezentacja     | Dywizja w 2017        |
| ------- | ----------------- | --------------------- |
| złoto   | Serbia            | I dywizja             |
| srebro  | Brazylia          | I dywizja             |
| brąz    | Francja           | I dywizja             |
| 4.      | Włochy            | I dywizja             |
| 5.      | Polska            | I dywizja             |
| 6.      | Stany Zjednoczone | I dywizja             |
| 7.      | Rosja             | I dywizja             |
| 8.      | Iran              | I dywizja             |
| 9.      | Belgia            | I dywizja             |
| 10.     | Argentyna         | I dywizja             |
| 11.     | Bułgaria          | I dywizja             |
| 12.     | Australia         | spadek do II dywizji  |
| 13.     | Kanada            | awans do I dywizji    |
| 14.     | Portugalia        | II dywizja            |
| 15.     | Holandia          | II dywizja            |
| 16.     | Turcja            | II dywizja            |
| 17.     | Finlandia         | II dywizja            |
| 18.     | Czechy            | II dywizja            |
| 19.     | ChRL              | II dywizja            |
| 20.     | Egipt             | II dywizja            |
| 21.     | Słowacja          | II dywizja            |
| 22.     | Kuba              | II dywizja            |
| 23.     | Korea Południowa  | II dywizja            |
| 24.     | Japonia           | spadek do III dywizji |
| 25.     | Słowenia          | awans do II dywizji   |
| 26.     | Niemcy            | III dywizja           |
| 27.     | Grecja            | III dywizja           |
| 28.     | Chińskie Tajpej   | III dywizja           |
| 29.     | Czarnogóra        | III dywizja           |
| 30.     | Wenezuela         | III dywizja           |
| 31.     | Katar             | III dywizja           |
| 32.     | Hiszpania         | III dywizja           |
| 33.     | Tunezja           | III dywizja           |
| 34.     | Meksyk            | III dywizja           |
| 35.     | Kazachstan        | III dywizja           |
| 36.     | Portoryko         | III dywizja           |